# Kompozycja pasowa

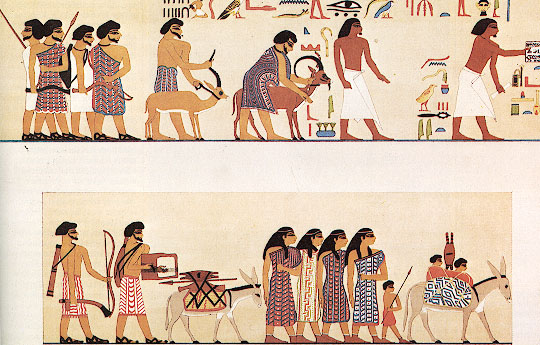
Kompozycja pasowa

Kompozycja (perspektywa) strefowa (pasowa) – rodzaj kompozycji znany już w starożytnym Egipcie, mający na celu oddanie głębi obrazu. Postacie pogrupowane są w poziome rzędy (pasy), zaś pasy wyższe przedstawiają osoby dalsze.
Pierwsze dzieła wykorzystujące tę kompozycję pochodzą z III tysiąclecia p.n.e. Najczęściej była ona wykorzystywana w malowidłach przedstawiających lud (robotnicy, chłopi).